# Catarama
Catarama es una ciudad ecuatoriana, cabecera cantonal del Cantón Urdaneta, perteneciente a la Provincia de Los Ríos. Se localiza al centro de la región litoral del Ecuador, a orillas del río Catarama. Tiene una población de 11 320 habitantes, lo que la convierte en la centésima vigésima segunda ciudad más poblada del país.

## Toponimia
El nombre de la ciudad así como el del río que la baña, tienen su origen en una pequeña planta denominada Catarama, las mismas que pertenecen a las del tallo trepador pubescente lleno de espinas, hojas redondas y de una florecilla azul en forma de campana.
Esta pequeña planta era abundante por aquellos tiempos en estos gramalotes, por lo que se escogió y logró imponerles su nombre a la población y al río.

## Historia
En el censo publicado por Torres De Mendoza en el año de 1606 figuraban ciertos pueblos de indios y sus parcialidades que pertenecían al distrito de Portoviejo, lo que en la actualidad es la Provincia de Manabí y esos pueblos eran: Catarama, Charapotó, Manta, Jipijapa y Picoazá.
Se deduce que debido a la cruel explotación que sufrieron los indios por parte de los españoles, estos se vieron en la necesidad de huir dejando abandonado el pueblo para después de mucho tiempo reaparecer en otro lugar.
Alrededor de 1772. Manuel Chaso fue señor de los indios colorados que habitaban en las playas de Ojiva, Catarama, Luzinibuí, Caracol y las Piedras, esto quiere decir que en aquel Tiempo ya se conocía el asentamiento de Catarama en lo que hoy es la Provincia de Los Ríos, inclusive las principales antropónimos de Catarama eran Santillán, Guaquiso, Cilipe.
En 1784 se lo conoce como “Punta de Catarama” por tener un nivel un tanto elevado, debido a esto por ese lugar empezaba un trazo para abrir un posible camino que conecte la sierra con Guayaquil.
La zona donde actualmente se encuentra Catarama recibió a sus primeros habitantes en 1867, año en que un agrimensor estadounidense de apellido Dillon realizó un plano para el asentamiento de un pueblo en nombre de la familia Salazar, luego de quedar asombrado por el lugar.
Catarama fue elevada al estatus de parroquia civil del cantón Puebloviejo en julio de 1875 por Gabriel García Moreno. Ricaurte siguió su ejemplo, siendo parroquializada en octubre de 1898.

## Geografía

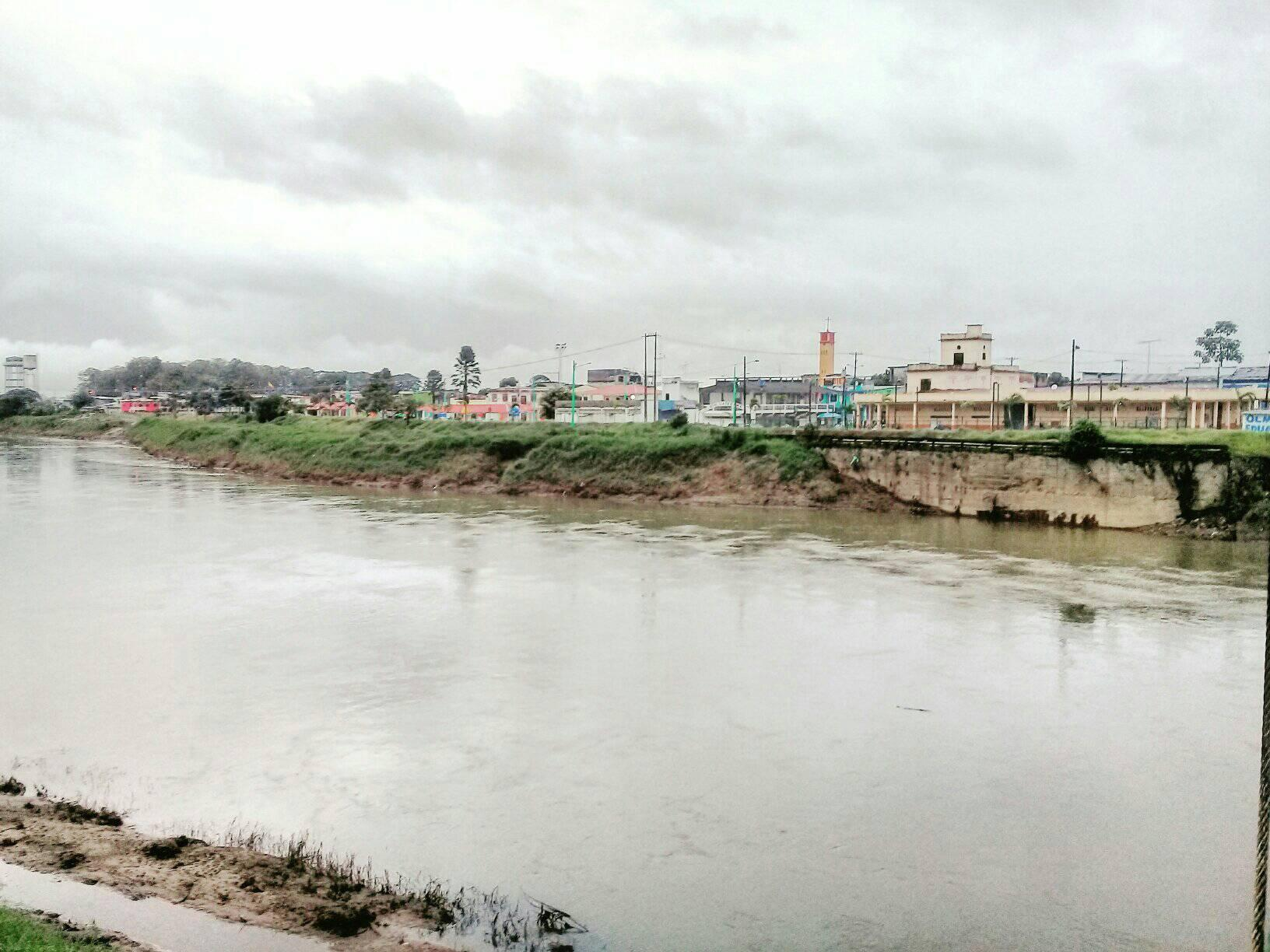
Catarama, a orillas del Zapotal.

### Hidrografía
Su principal río es el Zapotal o Caracol, el mismo que durante el trayecto a través del cantón toma el nombre de Catarama.

### Clima
El cantón pertenece a la zona climática denominada tropical monzónica. Durante el verano (de junio a diciembre) el clima es seco y la temperatura fresca, su promedio es de 16 a 20 °C. El invierno muy lluvioso y caluroso va de diciembre a junio. La temperatura media es de 25 °C y la precipitación de 1800 - 2000 mm. El Profesor Francisco Terán ubica a Los Ríos dentro de la subregión cálido-húmeda de igual manera a Urdaneta.

## Gobierno municipal

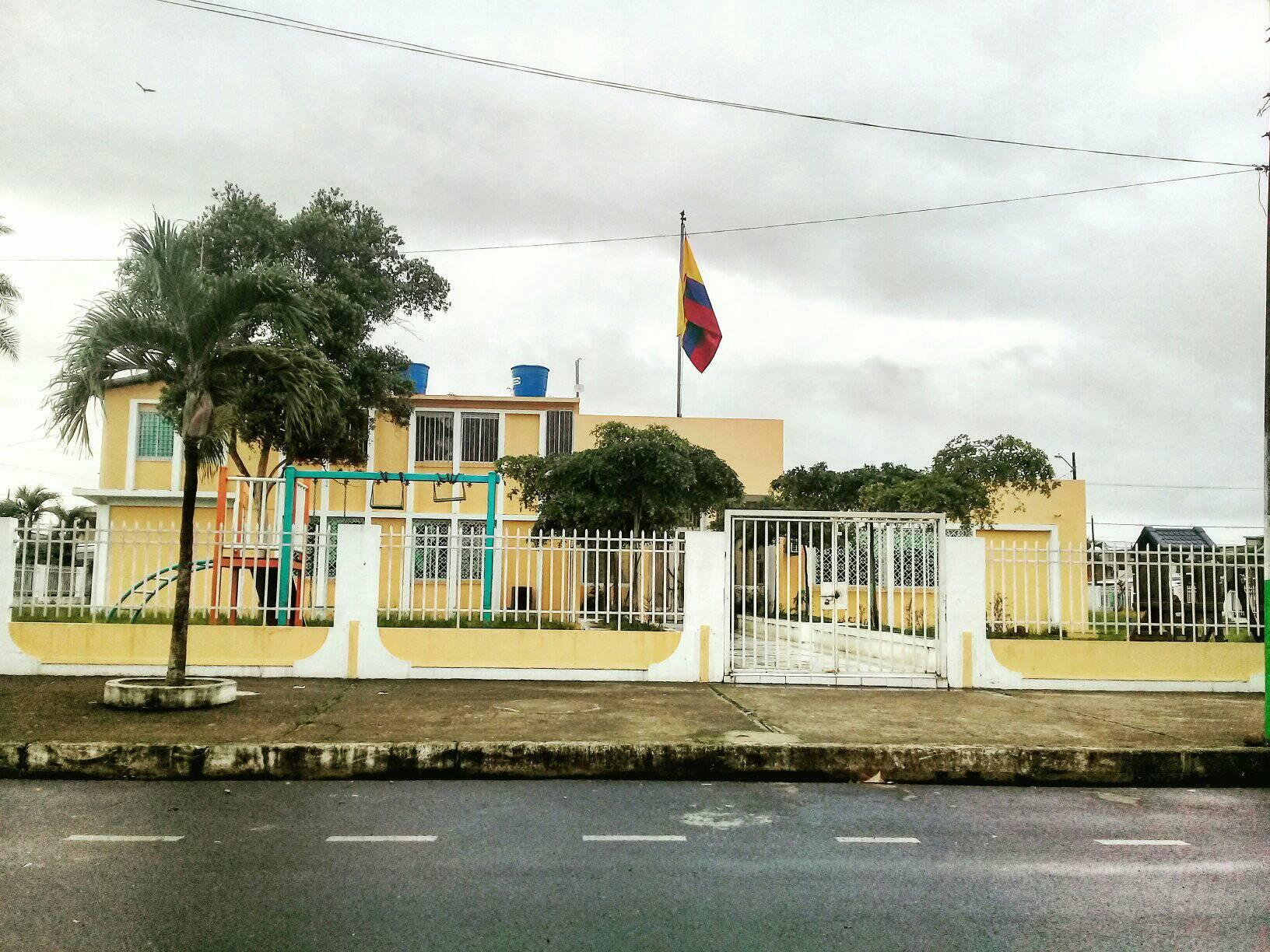
Sede de la Alcaldía de Urdaneta.

La ciudad de Catarama y el cantón Urdaneta, al igual que las demás localidades ecuatorianas, se rige por una municipalidad según lo estipulado en la Constitución Política Nacional. La Alcaldía de Urdaneta es una entidad de gobierno seccional que administra el cantón de forma autónoma al gobierno central. La municipalidad está organizada por la separación de poderes de carácter ejecutivo representado por el alcalde, y otro de carácter legislativo conformado por los miembros del concejo cantonal. El Alcalde es la máxima autoridad administrativa y política del cantón Urdaneta. Es la cabeza del cabildo y representante del Municipio.

## Economía
Este cantón en producción se destaca el cacao, café, banano, caña guadua, madera, arroz, soya, maíz variedad de frutas tropicales y productos de ciclo corto.fruta de pan